# Escolha Cívica
A Escolha Cívica (em italiano: Scelta Civica, SC) é um partido político italiano.
O partido foi fundado em 2013 por apoiantes do então primeiro-ministro Mario Monti para este continuar com o seu programa político e económico .
É um partido de ideologia centrista e liberal.
Concorreu às eleições legislativas de 2013 de Itália, tendo obtido 8,3% e 37 deputados na câmara dos deputados e 9,1% e 19 senadores no senado. Desde então faz parte da coligação que governa a Itália.

## Resultados eleitorais

### Eleições legislativas

#### Câmara dos Deputados
| Data | Votos     | %        | Deputados | Status  |
| ---- | --------- | -------- | --------- | ------- |
| 2013 | 2 823 842 | 8,3 (#4) | 37 / 630  | Governo |

#### Senado
| Data | Votos     | %        | Deputados | Status  |
| ---- | --------- | -------- | --------- | ------- |
| 2013 | 2 797 734 | 9,1 (#4) | 18 / 315  | Governo |

### Eleições europeias
| Data | Votos   | %        | Deputados |
| ---- | ------- | -------- | --------- |
| 2014 | 197 942 | 0,7 (#9) | 0 / 73    |